# Liste deutscher Wörter im Englischen
Dies ist eine Liste deutscher Wörter, die ins Englische entlehnt wurden (z. B. Hamburger). In den meisten Fällen hat sich die ursprüngliche Bedeutung des entlehnten deutschen Wortes gewandelt.
Die deutsche und die englische Sprache entstammen beide dem westgermanischen Sprachstamm, ihre nahe sprachliche Verwandtschaft verschwamm jedoch unter dem Einfluss des Französischen auf das Englische aufgrund der normannischen Eroberung Englands im Jahr 1066 sowie der zweiten Lautverschiebung hin zum Hochdeutschen (vgl. z. B. niederdeutsch/englisch pipe, neuhochdeutsch Pfeife).
Deutsche Wörter wurden aus diversen Gründen ins Englische entlehnt. Kulturelle Errungenschaften, speziell deutsches Essen, erreichten die englischsprachigen Nationen und wurden dort mit Deutschland an sich identifiziert, weshalb auch die deutschen Bezeichnungen übernommen wurden. Auch im Bereich der Wissenschaft, der Lehre und der klassischen Musik wurden Wörter aus dem Deutschen ins Englische entlehnt.
Die folgende Liste ist zweigeteilt. Im zweiten Teil sind Wörter aufgeführt, die eine starke Assoziation zu Deutschland haben, zum Beispiel „Autobahn“.

## Inhaltsverzeichnis
- Deutsche Wörter im Englischen
  - 
A B C D E F G H I J K L M N O P Q R S T U V W X Y Z
- Begriffe mit deutschtypischer Bedeutung
  - 
A B C D E F G H I J K L M N O P Q R S T U V W X Y Z
- Wörter anderen Ursprungs
  - 
Ursprung im deutschen Kulturkreis

Vermittlung von Wörtern deutschen Ursprungs über andere Sprachen
    - 
Jiddisch

Romanische Sprachen

Andere Sprachen

  - 
Wörter mit oft fälschlicher Annahme eines deutschen Ursprungs
- Siehe auch

Literatur

Weblinks

## Deutsche Wörter im Englischen

### A
- ablaut [ˈɑːblaʊt; ˈæb-]: Ablaut
- to abseil (down) [ˈæbseɪl]: abseilen
  - „The team had planned to abseil down the cliffs“[1]
  - abseil als Substantiv: „around 300 people took part in a sponsored abseil from the top of the Plymouth Civic Centre building“[2]; „Abseil repairs at unstable cliffs“[3]
  - Abseilen
- Abteilung: Abteilung
- Aha!-erlebnis: Aha-Erlebnis
- ahnentafel: Ahnentafel
- ahnenreihe
- aktionsart
- Allumwandlung: Allumwandlung
- alpenglow [ˈælpənˌgləʊ; -ˌgloʊ]: Alpenglühen
- alphorn [ˈælpˌhɔːn; -ˌhɔːɹn] (auch: alpenhorn [ˈælpənˌhɔːɹn]): Alphorn
- angst [æŋkst; ɑːŋkst]: (neurotische) Beklemmung; Schuldgefühl
  - „Allen, in his comic response to the angst of death, is treating something of a common problem.“ (Newsweek, 23. Juni 1975, S. 40)
  - „Americans are opting these days for shorter-term therapies that shape them up with minimum angst.“ (Newsweek, 26. Mai 1986, S. 44)
  - „The angsty ‘Party of Five’ has had similar problems.“ (Newsweek, 8. Juli 1996, S. 53; in einem Artikel über Fernsehprogramme)
- Anlage: Anlage
- ansatz (Mathematik)
- aufbau (physikalische Chemie)
- aufwuchs
- Ausbausprache – Abstandsprache – Dachsprache (sprachwissenschaftlicher Ausdruck)
- autobahn: Autobahn

### B
- bahn [bɑːn]:
  - „I was learning all sorts of useful new stuff on the Infobahn. […] The Infobahn – a. k. a. the Information Superhighway – may be the most hyped phenomenon in history.“ (Newsweek, 16. Mai 1994, S. 42)
  - „The x-men, cosmic superheroes, purveyors of mutant angst, are sending a team onto the Infobahn.“ (Newsweek, 29. August 1994, S. 5 Cyberscope)
  - „… so as to control ‘content’ on the emerging Eurobahn.“ (Newsweek, 16. Oktober 1995, S. 37)
- Baumkuchen: Baumkuchen
- Bauplan: Bauplan (Morphologie)
- bereitschaftspotential: Bereitschaftspotential, Fachbegriff aus der Neurologie
- Bergfilm: Bergfilm
- berufsverbot: Berufsverbot
- Bildungsroman [ˈbɪldʊŋzɹəuˌmɑːn; -ɹouˌmɑːn; -dʊŋks-]: Bildungsroman
  - „This was, potentially, a fine novel: a 19th-century-style Bildungsroman about a young genius’ artistic coming of age.“ (Newsweek, 11. Oktober 1993, S. 50)
- to blitz (s. o.): [jmd.] schnell und heftig attackieren (auch in Diskussion)
- Blitzkrieg [ˈblɪtskɹiːg], blitz [blɪts]:
  - Blitzkrieg
  - intensive Kampagne, heftiges Auftreten nicht-militärischer Art
  - “[…] the kids are losing their minds – the Blitzkrieg Bop.” (Aus dem Liedtext des 1976 erstveröffentlichten Musikstücks Blitzkrieg Bop der US-Punk-Band Ramones)[4][5]
  - „Nabisco … plans to introduce its PVM … with a blitz of network television and national magazine ads.“ (Newsweek, 5. Dezember 1977, S. 43)
  - „Blitzkrieg of Blizzards; from Scotland to Italy the roughest winter in years.“ (Titel in Time, 13. Februar 1978, S. 16)
  - „Customs officers have seized 7.2m counterfeit cigarettes during a blitz on tobacco smuggling to the UK.“[6]
  - „Council starts spring clean blitz“[7]
- bratwurst [ˈbɹætˌwɜːst; -ˌwɝːst; -ˌwʊɹst], brat: Bratwurst
- bremsstrahlung: Bremsstrahlung
- breze, brezel, pretzel: Brezel
  - Pretzel Logic (1974); Album der US-amerikanischen Popband Steely Dan
- bund [bʌnd]:
  - „… the Nichols brothers and McVeigh seemed to form their own bund.“ (Newsweek, April 1995)

### C
- carabiner (oder karabiner): Karabiner
- Christstollen
- concertmeister, concertmaster[8], konzertmeister: Konzertmeister
- crumhorn (oder krummhorn): Krummhorn

### D
- dachshund [ˈdæksənd; ˈdɑːkshʊnd]: Dackel
- deutsch (oft auch als Schimpfwort für Deutsche oder Deutsch-Amerikaner)
- diener (auch deaner): Assistent in der Pathologie
- delicatessen [ˌdɛlɪkəˈtɛsn̩], deli: Geschäft in dem man fertig zubereitete Speisen kaufen kann, oder Delikatessengeschäft
- diktat [ˈdɪktæt]: (1) etwas, das jemandem von außen aufgezwungen wird; (2) Dekret, Befehl
  - „Weary Iraq accepts UN diktat.“ (The Economic Times, 20. Juni 1998)
  - „Many staff, including GPs, are alarmed and dispirited by having the new systems imposed by diktat from above.“[9]
  - „Since efficiency is difficult to create by diktat, the best way to achieve this is to expose firms to competition“[10]
- dollar: Taler (vgl. am. Aussprache [ˈdɑlɚ])
- doppelgänger [ˈdɒpəlˌgæŋə; ˈdɑːpəlˌgæŋgɚ] (meist doppelganger): Doppelgänger
  - „The doppelgänger is craggier and sturdier than his real-life incarnation.“ (Newsweek, 28. April 1975, S. 38)
  - A spokesman for The Kingly Club said Tom Cruise’s doppelganger visited other clubs in the city allowing the actor to party in peace.[11]
  - „This is that each of the particles in the Standard Model has a heavier doppelganger known as its ‚superpartner‘.“ The Economist, June 9th 2007, S. 89.
- to doppelgang: imitieren, nachahmen
- dreimorengesetz: Betonungsregel für Latein
- dreck: etwas von schlechter Qualität Beispiel: „The movie was pure dreck.“[12]
- Druckexemplar (Im Patentrecht die zur Erteilung anstehende Version eines Patentes)[13]
- dummkopf [ˈdʊmˌkɑːf; -ˌkɑːpf; ˈdʌm-] (amerikanisches Englisch): Dummkopf
  - „Sir Alan Sugar has come under fire from further education bosses for describing colleges as places where dummkopfs come to learn where to make mistakes.“[14]
  - „According to Dr. Leo Dreckling’s masterpiece Spitewerken Fur Dumkopfs, we can resume our proper life course only when we reconcile the seemingly disparate strands of our fractured drives and ambitions into some properly designed Spitewerke which reconciles the noblest and the basest of our motivations in an expressive act of paradoxical behavior.“[15]
- Dunkelflaute: Dunkelflaute[16]
- durchkomponiert: Musikwissenschaftlicher Fachbegriff

### E
- E für entgegen: Positionsbezeichnung von Substituenten in der Organischen Chemie
- echt (auch: echt-): echt
  - „Take your pencil and begin marking individual lines or passages which strike you as echt-Shakespearean.“ (The Observer, 10. Mai 1998)
- edelweiss [ˈeɪdəlˌwaɪs; -vaɪs]: Edelweiß
- eigengrau [aɪgən-; aɪgɛngɹaų]: Eigengrau
- eigenvalue, eigenvector und eigenspace: Eigenwert, Eigenvektor (Eigenwertproblem) und Eigenraum
- entscheidungsproblem: Entscheidungsproblem
- ersatz [ˈɛəzæts; ˈɛɹzɑːts]: oft als minderwertig und künstlich empfundene Imitation
  - „This ersatz shark is supported by some breathtaking footage of real sharks.“ (Newsweek über den Film Der weiße Hai)
  - „Coffee: The Ersatz Brews“ (Titel in Newsweek, 30. Mai 1977, S. 50)
  - „Before them spreads the ersatz city, row upon row of khaki tents, broken up by pastel-colored Porta Pottis.“ (Newsweek, 5. September 1994, S. 11)
- Eisbein: Eisbein
- Energiewende: Energiewende[17]

### F
- fahlband: Geologie
- fahrvergnuegen: Aus einem Werbespot für Volkswagen
- federweisser: Federweißer (Teilweise gegorener Traubenmost)
- -fest [fɛst]: "-fest (fast ausschließlich als zweiter Teil von englischen Wortzusammensetzungen; vgl. dt. Volksfest).[18] Dagegen stammt das Wort festival aus dem Altfranzösischen und bedeutete „festlich“. Es wurde schon im Mittelenglischen entlehnt und ist im 19. Jahrhundert vom Englischen ins Deutsche übernommen worden. Sowohl das deutsche Fest als auch englisch festival gehen letztendlich auf Latein festum zurück.[19]
  - „A North-South Slugfest, Washington and Brasilia tussle over computers.“ (Titel in Newsweek, 2. Juni 1986)
  - „Live from Rio, next week’s global gathering will be part carnival, part propaganda-fest.“ (Newsweek, 1. Juni 1992, S. 16)
  - „In the 1990s, the Labour Party has forsworn the open slugfests over ideology that had crippled it in earlier decades.“ (Newsweek, 23. Mai 1994, S. 30)
  - „… a latecomer to what has turned into a bizarre love-fest between the plaintiff … and the defendant.“ (Newsweek, 6. März 1995, S. 41)
  - „Protest Fest“ (Titel in Newsweek, 13. März 1995, S. 3)
  - „… a ‚Titanic‘ for the ‘90s: a high-tech, in-your-face scarefest …“ (Newsweek, 25. November 1996, S. 42)
  - „JAZZ FEST“, Poster in Lisa Simpson’s room, „Summer of 4 Ft. 2“, The Simpsons, 1996. (http://germanenglishwords.com/rlgf.htm)
  - „TANKFEST“, jährliche Veranstaltung im Tank Museum, Bovington[20]
- festschrift: Festschrift
- fife: „Schwegel“, eine alte Form der Querflöte (von dt. Pfeife)
  - „So come on, I'm the Whistler, I have a fife and a drum to play.“ (Liedtext der Band Jethro Tull: „The Whistler“, 1977)
- field abteilung
- fingerfehler, Ausdruck im Schach
- firn: Firn
- FlaK [flæk]: Flugabwehrkanone
- flatterzunge: Flatterzunge
- flugelhorn (auch flügelhorn) [ˈfluːgəlˌhɔːn; -ˌhɔːɹn]: Flügelhorn
- flugtag: Wettbewerb mit selbstgebauten Fluggeräten
- fohn: Föhn
- foosball: Tischfußball
  - „Office foosball machines didn’t really change the nature of work,…“ (Doug Henwood: „After the New Economy“, 2003, S. 2)
- frankfurter [ˈfɹæŋkfɜːtə; ˈfɹæŋkfɝːtɚ] (auch frankfurt oder frank): Frankfurter Würstchen
- frass: Unrat und Ausscheidungen wie von Insekten hinterlassen
- fräuleinwunder (auch: frauleinwunder)
- freigeld: Umlaufgesichertes Geld
- freikorps: Freikorps
- freiwirtschaft: Freiwirtschaft
- to fress: (1) „maßlos und unzivilisiert essen“, (2) „fressen“ (evtl. über das Jiddische vermittelt)
  - „Guy! Guy! You’re fressing like a swine!“ (Norman Spinrad: “Child of Fortune”, 2002)
- führer (auch: fuehrer oder fuhrer): Adolf Hitler, jedoch auch verallgemeinert für Tyrann

### G
- ganzfeld effect: Ganzfeld-Effekt
- gedankenexperiment: Gedankenexperiment
- gegenschein: Zodiakallicht
- gegenhalten: medizinischer Begriff für aktive Kontrollversuche unkontrollierter Bewegungen der Extremitäten
- Geier: Geier als Vogelname in Lammergeier, in der Literatur, als Name
- gelegenheitsanfall: Jargonbegriff aus der Neurologie für eine Form eines epileptischen Anfalles
- Geist: Geist, Seele oder auch Engel
- gesamtkunstwerk: Begriff in der Kunst
- gemütlichkeit (meist gemutlichkeit): Gemütlichkeit; auch als Adjektiv gemutlich bzw. gemütlich
- gerade: in der Mathematik (und dadurch auch z. B. in der Quantenphysik), sowie Gegenteil: ungerade
- gestalt [gəˈʃtælt; gəˈʃtɑːlt]
  - Fachbegriff in der Psychologie, z. B. Gestalt psychology und Gestalt therapy
  - Fachbegriff in der Informationstechnik, z. B. Gestalt ID
- gesundheit [gəˈzʊnthaɪt]: Ausruf, nachdem jemand geniest hat
- glockenspiel [ˈglɒkn̩ʃpiːl; ˈglɑːkn̩spiːl]: Glockenspiel, jedoch nur in der Bedeutung eines Glockenspiels (bzw. Metallophons) in der Orchestermusik. (In Amerika auch bekannt als Bezeichnung der GIs in Deutschland für „Busen“)
- gneiss: Gneis (adj.: gneissic)
- God’s Acre: direkte Übersetzung von Gottesacker, insbesondere für die Gottesäcker der Herrnhuter Brüdergemeine (= Moravian Church)
- Götterdämmerung: Götterdämmerung (auch im übertragenen Sinn)
  - „… an intimate glimpse on how one of the leaders viewed the Nazi Götterdämmerung.“ (Newsweek, 20. Februar 1978, S. 24)
  - „Others members of the group will touch off more Götterdämmerungs in the days to come.“ (Newsweek, 26. Mai 1975, S. 11)
- graben: Graben (Fachbegriff der Geologie)
- graupel: Graupel
- grenzsignal (Fachbegriff der Linguistik)
- grenz zone: Fachbegriff der Dermatopathologie[21]
- grosswetterlage: Großwetterlage[22]

### H
- halt: anhalten, stoppen, unterbrechen
- hamburger: Kurzform von hamburg steak
- hammerklavier: Hammerklavier
- hamster [ˈhæmpstə; ˈhæmpstɚ]: Hamster
- hande hoch! [ˈhændi ˈhɒk]: in der englischen Comedy-Serie Dad’s Army ein häufiger Satz
- hang-glider [ˈhæŋglaɪdə; ˈhæŋglaɪdɚ]: zusammengesetzt aus dem deutschen Hang (Berghang) und Glider für Segelflieger/Gleiter
- hasenpfeffer: Hasenpfeffer
- hausfrau: Hausfrau
  - „The star and hausfrau, still trim, vigorous and in good health, in Hollywood.“ (Bildtext in Time, 14. April 1980, S. 58)
  - „I’m very domestic, a total hausfrau.“ (ebd., S. 59)
- heiss:
  - „The conjurer’s landing of the superheiss German model may have been his greatest feat, …“ (Newsweek, 23. Mai 1994, S. 45)
- hefeweizen
- heiligenschein
- heldentenor: Heldentenor
- herr
- Herrenvolk
- hinterland ˈhɪntəlænd; ˈhɪntɚlænd
  - „That was before the British Empire carried Anglicanism into the colonial hinterlands.“ (Time, 21. August 1978, S. 14)
  - „Guyana … wanted immigrants to develop its hinterland and fortify its border with Venezuela.“ (Time, 11. Dezember 1978, S. 42)
- hoffaehig
- hohlraum
  - „At NIF, this energy is provided by 192 high-powered lasers, which send their beams into a bean-sized gold container called a hohlraum. In the hohlraum, the fuel sits inside a plastic capsule.“[23]
- Hosenrolle

### I
- inselberg
  - „Distinctive features include ‚inselbergs‘ – uplifted areas of rock rising above the ground like islands in the forest.“[24]
  - „Brian flies in by long-distance helicopter, over the extraordinary landscape littered with enormous rocky outcrops – inselbergs – to the remote heart of the reserve.“[25]

### J
- Jäger, Jaeger
  - Jaegers pl.: im militärischen Sinne, auch in Zusammensetzungen wie Jaegers corps gebräuchlich; in dieser Bedeutung jedoch nicht im Merriam-Webster[26] aufgeführt
  - jaeger: nordamerikanische Bezeichnung bestimmter Raubmöwen
  - Jäger, gebräuchliche Bezeichnung für den Likör Jägermeister
- Jugendstil, Jugend style Kunstrichtung

### K
- K als Abkürzung für die erdgeschichtliche Epoche der Kreidezeit wurde vom deutschen Begriff übernommen, der auf Englisch Cretaceous lautet. Die Abkürzung findet sich auch im Begriff für die Kreide-Tertiär-Grenze (englisch K-T boundary), die das Aussterben der Dinosaurier markiert.
- Käsekrainer (Österreichische Wurstspezialität)
- Kaffeeklatsch, kaffeeklatsch, kaffeeklatch, coffee klatsch (siehe auch unten: klatsch):
  - „An Illustrious Kaffeeklatsch“ (Titel in Time, 30. Januar 1978, S. 34)
  - „During the hour-long Kaffeeklatsch, the president sat on the arm of the livingroom couch.“ (Time, 31. Oktober 1977, S. 24)
  - „It was just a high-level, easy-going coffee klatsch“ (Newsweek, 30. Januar 1978, S. 43)
  - „… in car pools and coffee klatsches, they talk of nothing else.“ (Newsweek, 16. Mai 1994, S. 22)
  - „- In some ways it was a kaffeeklatch like a million others across America“ (The Nations[27], 27. Februar 2008)
- kaiser roll,[28] Kaiser Bun als Bezeichnung für ein großes Brötchen
- kapellmeister
- kaput(t)[29] [kəˈpʊt]: kaputt
- karabiner (oder carabiner): Karabinerhaken
  - „Three keys on a climbing karabiner clip being used as a key ring were found in his pocket“[30]
- katzenjammer:[31] Katzenjammer
  - „That contributes to a magnificent case of physical, emotional, financial and spiritual katzenjammer.“ (Time, 25. Juni 1979, S. 42)
- kieselguhr (auch kieselgur): Kieselgur
- kindergarten [ˈkɪndəˌgɑːtn̩; ˈkɪndɚˌgɑːɹtn̩] (auch als Verb to kindergarten: „die Kindergartenmethode anwenden“)
  - „The Terminator Meets the Kindergartners … That’s the comic premise that’s meant to pack the multiplexes for ‚Kindergarten Cop‘.“ (Titel und Text in Newsweek, 7. Januar 1991, S. 58)
  - „The King of Kinderpop“ (Titel in Newsweek, 4. Juli 1994, S. 94)
  - „Too many kinder in America’s gartens“ (Titel in Newsweek, 24. April 1995, S. 52D)
- kindergarten teacher: „Kindergärtner“
- kindergartner: früher „Kindergärtner“, jetzt „Kindergartenkind“
- Kinder Egg (auch Kinder Surprise): Gemeint ist das Kinder Überraschungs-Ei des Herstellers Ferrero
  1. Assoziation mit dem Ferrero Kinder Überraschungs-Ei
  2. Im übertragenden Sinne für eine überraschende Wendung
    - „It’s four. Fernandinho has been caught in possession and Brazil have been opened up like a Kinder Egg.“[32] (The Daily Telegraph, 8. Juni 2014)
- kirschwasser (oft auch kirsch [kɪəʃ; kɪɹʃ]): Kirschwasser
- kitsch [kɪtʃ]:
  - „New Kitsch in the kitchen“ (Titel in Newsweek, 18. September 1989)
  - „the kitschy title sounds a warning gong at once“ (Time, 15. September 1980, S. 51)
  - „…concept of kitsch as a way of defining Nazi culture.“ (Historical Materialism 2005, 13/3, S. 254)
  - „[…] and it is kitsch art of the highest order.“[33]
  - Kitsch as kitsch can („So kitschig wie nur möglich“)
- klatsch: „Klatsch“, „Tratsch“
- kletterschuh
- knackwurst oder knockwurst[34]
- kobold
- kohlrabi (auch kohl rabi): Kohlrabi
- konzertmeister, concertmeister, concertmaster[35]
- kraut: Kraut, auch als stereotype Bezeichnung für „Deutscher“ (seltener: crout); siehe auch Krautrock
  - „A leaflet carrying a picture of a German footballer with the slogan: ‚The Krauts are coming‘ has been supported by Britain’s advertising watchdog.“[36]
- kriegspiel:
  1. Kriegsspiel der preußischen Armee
    - „Kriegsspiel, the original military training game devised by Georg von Reisswitz and adopted by the Prussian Army“[37]

  2. Kriegspiel (Schach)
- krumholtz (auch krummholz): Krüppelgewächse an der Wald- und Baumgrenze im Hochgebirge, einst verwendet beim Bau von Segelschiffen
- krummhorn (oder crumhorn): Krummhorn
- kugelrohr (kugelrohr apparatus, kugelrohr distillation): in der Chemie spezielles Destillationsverfahren
  - „… and excess heptanoic anhydride was removed by kugelrohr distillation.“ (J. Am. Chem. Soc. 2005, 127, 18133–18142)
- Kummerspeck (Global Language Monitor Word of the Year 2011)[38]
- kunst:
  - „He’s got reasons to keep the kiddiekunst ball rolling.“ (Newsweek, 17. Juni 1996, S. 52)
- kunstlerroman
- kursaal
- Kutte Kleidungsstück

### L
- lager [ˈlɑːgə; ˈlɑːgɚ]: Lagerbier (in der Bedeutung von „politischem Lager“ kommt es von afr. laager)
- Lagerstätte (für Fossillagerstätte, nicht bergbautechnisch Lagerstätte)
- lammergeier (auch: lammergeyer): Bartgeier
- landau [ˈlændɔː; ˈlændaʊ]: Landauer
- landflucht
- landgraf
- landler: Ländler
- landsknecht
- landvogt
- landwehr
- langlauf
- Lastenheft
- lautverschiebung
- LBK als Abkürzung für Linear Pottery Culture, nach dem deutschen Wort Linienbandkeramische Kultur[39]
- leberwurst (auch liverwurst):
  - „They drop in at East Side groceries, dosing a liverwurst here, an apple there, before they wipe out executives at a catered luncheon.“ (Newsweek, 12. Dezember 1977, S. 56)
- Lebensraum:
  - „Not surprisingly for neighbors who have so little in common, Lebensraum has been a constant source of conflict.“ (Newsweek)
- lebkuchen: Lebkuchen
- lederhosen: Lederhosen
- Leitkultur: Leitkultur
- leitmotif [ˈlaɪtməʊtiːf; ˈlaɪtmoʊtiːf] (auch leitmotiv): Leitmotiv
  - „Such disregard for the rest of the world is a leitmotiv of the Bush administration.“ (Guardian, Wednesday March 6 2002, Steeling for a fight)
  - „By July 1939, the words ‚betrayal‘ and ‚treason‘ recurred as a leitmotiv in all his articles.“ (Paul Nizan communist novelist. Scriven, Michael. London: Macmillan Press Ltd, 1988, S. 752)
- Liebestod: Liebestod
- lied: Kunstlied
- loden
- loess („Löss“)
  - „… caves hewn out of the yellow-brown loess hills.“ (Newsweek, 8. September 1986, S. 11)
- Luft (Schach; bezeichnet Züge mit Königsbauern, die dem König Raum, also Luft verschaffen)[40]
- luftgeist
  - „Luftgeists …, air elementals of tremendous power.“ (China Miéville: „Iron Council“, 2004, S. 545)
- luftwaffe
- lumpen [ˈlʌmpən] (vgl. lumpenproletariat)
  - „Closer, at least, than his opposition – eight lumpen pachyderms who performed their first casting call …“ (Newsweek, 6. März 1995, S. 30 in einem Artikel über den Wahlkampf)
  - „business classes and managers, factory workers, fieldworkers, and lumpens or unemployed“ (Fredric Jameson: The Geopolitical Aesthetic. 1992, S. 3)
- lumpenproletariat
  - „In this passing reference to the lumpenproletariat,…“ (Hal Draper: Karl Marx’s Theory of Revolution. (Volume II) 1978, S. 113)

### M
- machtpolitik
  - „Contemporary God-fearers were not slow to ascribe Tamburlaines’s atheistical ‚Machtpolitik‘ to his author.“ (in Anthony Burgess: Shakespeare. Seite 103, in einem Text über Christopher Marlowe)
- magenstrasse (Bereich zwischen Magenein- und -ausgang)
- marzipan [ˈmɑːzɪpæn; ˈmɑːɹzɪpæn]: Marzipan
  - Marzipanrezepte von der BBC
- meerschaum: Meerschaum (Sepiolith) als Pfeifenmaterial
- meister [ˈmaɪstə; ˈmaɪstɚ] (häufig in Kombinationen; ähnliche Lehnwörter aus anderen Sprachen: maestro, maître etc.)
  - „Golan and Globus were scorned as the … schlockmeisters of such B-grade [films]“ (Newsweek, 26. Mai 1986)
  - „… honoring bulbous Meisterzinger of Murder Alfred Hitchcock at 79.“ (Time, 19. März 1979)
  - „‚Bush … has been a failure,‘ says Clinton attackmeister James Carville.“ (Newsweek, 30. März 1992)
  - „Now Richard Nixon – ex-president and self-styled foreign-policy meister extraordinaire – is off to Moscow …“ (Newsweek, 8. Juni 1992, S. 4)
  - „The new searchmeisters have managed to work with this.“ (Newsweek, 4. November 1996, S. 43)
  - „… a do-it-yourself suds shop for wanna-be beermeisters.“ (Newsweek, 10. Februar 1997)
  - „A favourite phrase of the meteorological spin-meisters is ‚driest for xx years‘“[41]
  - „It is a wonderful beginning to a very chilling film, directed by the modern horror meister John Carpenter.“[42]
- mensch: Ein moralischer, anständiger Mensch
  - „He radiates the kind of fundamental decency that has a name in Yiddish; he’s a mensch“ (James Atlas).
- mischmetall
- mittelschmerz: Mittelschmerz
- mittelschnauzer: Mittelschnauzer
- mittelstand: Mittelstand
- muesli [ˈmjuːzli]: Müsli (Schweizerdeutsch)
  - „It may be famous for its fish and chips and greasy breakfasts, but Britain is increasingly becoming a nation of muesli eaters.“[43]
- mummenschanz: Mummenschanz

### N
- Nachlass (Fachbegriff, nur für den schriftlichen Nachlass)
- Nachleben (Fachbegriff, insbesondere in den Geschichtswissenschaften und der Rezeptionsgeschichte)
- Nacht und Nebel

1. „Nacht-und-Nebel-Erlass“ im Dritten Reich
2. spielte als Code-Name beim Einbruch, der die Watergate-Affäre auslöste, eine Rolle

- „Whereas information is mainly lies. ‚Nacht und Nebel‘; night and fog.“ (K. W. Jeter: “Noir”, 1998, S. 140)

- nazi[44] [ˈnɑːtsi]: Nazi
- Nebentypus: in der Mathematik der Nebentypus einer Modulform
- Nickel: Nickel
- nix („nichts“, „nein“, „nix“),[45] v. a. aber als Verb to nix: „die Zustimmung verweigern“
  - „After the court nixed lawsuits under federal age and disability discrimination laws […]“[46]
- nixie: Nixe
- noodle: Nudel
- (Hilbert’s) Nullstellensatz: Hilbertscher Nullstellensatz (Mathematik)

### O
- oktoberfest: Oktoberfest in München oder anderen Orten
- Oma und Opa, manchmal verwendet für Urgroßmutter und Urgroßvater aufgrund der fehlenden bzw. unaussprechbaren Wörter im Englischen
- oom pah pah music (australisches Englisch): „Blasmusik“ (von dt. umtata bzw. humptata)
- ostpolitik: Ostpolitik der Bundesrepublik Deutschland, teilweise auch verallgemeinert
  - „Re-examing Ostpolitik“ (Titel in Time)

### P
- Passivhaus: Passivhaus
- patzer: „ungeschickter Schachspieler“
- pils (auch pils(e)ner): Pilsner Bier
- pinscher (Hunderasse): von Deutsch „Pinscher“, wahrscheinlich selbst ein Anglizismus (von to pinch)
- pitchblende: Pechblende (Urandioxid)
- to platz: 1. [vor Wut] ausrasten (BE), 2. platzen (AE; selten); von platzen
- -politik als Wortteil in bestimmten Zusammensetzungen (siehe ostpolitik, realpolitik)
  - „Washington got a glimpse of the new art of mealpolitik last week …“ (Newsweek, 14. Februar 1994, S. 3)
- poltergeist [ˈpɒltəgaɪst; ˈpoʊltɚgaɪst]
  - „Meteor caused Lesotho ‚poltergeist‘“[47]
  - „A pub landlord has taken out insurance against ghosts following fears the resident poltergeist could hurt customers.“[48]
- pretzel [ˈpɹɛtsl̩], breze, brezel: Brezel
  - „US President George W Bush fainted for a few seconds and fell off a couch after choking on a pretzel.“[49]
- pumpernickel [ˈpʌmpəˌnɪkl̩; ˈpʌmpɚˌnɪkl̩]: Pumpernickel
  - „The Guardian … recommends smoked salmon on pumpernickel bread and turkey with olive oil and garlic …“[50]
- putsch[51]
  - „A top general was detained on charges of planning to launch the putsch …“[52]
  - „The official explanation is that it was a Communist-inspired putsch which failed …“[53]

### Q
- quark
- quartz [ˈkwɔːts; ˈkwɔːɹts]: Quarz
- quelle (insbesondere in der Textkritik als Q für Logienquelle Q)
- Quellenforschung (Fachbegriff in der Klassischen Philologie)
  - „Textual criticism, Quellenforschung, cultural anthropology, performance, and reception are only some of the approaches and methodologies represented.“[54]

### R
- rathskeller
- realpolitik [ɹeɪˈɑːlˌpɒlɪtɪk; ɹeɪˈɑːlˌpoʊlɪtɪk]
  - „It’s often hard to reconcile the politics of conscience with the realpolitik of France’s national interest.“ (Newsweek, 20. Juli 1992, S. 11)
  - „Suddenly, realpolitik is out, and realeconomik is in.“ (Newsweek, 16. September 1991, S. 40)
  - „The job offers a formidable combination of real estate and realpolitik: …“ (Newsweek, 31. Oktober 1994, S. 20)
  - „However appealing John Dewey’s thought may be, there is no denying that it lacks a sense of realpolitik.“ (Ellen Condliffe Lagemann: Experimenting with Education: John Dewey and Ella Flagg Young at the University of Chicago. American Journal of Education, Vol. 104, Nr. 3 (May 1996))
  - andere Quellen: BBC News, BBC History
- rechtsruck [ˈrɛçtsrʊk]: Rechtsruck
  - „Like most interesting phenomena, this one even has a German name: Rechtsruck, or rightward shift.“ (The Atlantic, 18. Februrary 2025, How COVID Pushed a Generation of Young People to the Right)
- religionsgeschichtlich: nur als Adjektiv; als Substantiv existiert das englische history of religions (nicht zu verwechseln mit dem allgemeineren religious history), das jedoch aufgrund mangelhafter Kompositionsbildungspotentiale im Englischen nicht adjektiviert werden kann.
  - „Goodenough and Sühling both wish to interpret the early Christian use of the dove in these religionsgeschichtlich terms.“ (G. F. Snyder, Ante Pacem, Macon 2003, S. 39)
  - ebenfalls: Religionsgeschichteschule (= „19th century German school of the History of Religions“)
- reich: Reich benutzt in der Kombination: Third Reich,
- riesenschnauzer: Riesenschnauzer
- rille: längliche Vertiefung auf der Mondoberfläche
- rinderpest: Rinderpest
  - „UWA head John Nagenda says he thinks it may be rinderpest brought into the park by cattle seeking pasture.“[55]
- rollmop(s) [ˈɹəʊlmɒp; ˈɹoʊlmɑːp]: Rollmops
  - „It is thought to be the first time the rollmop herrings – more often seen in a salad – have been dispensed by a surgery in Britain.“[56]
- rosenkavalier: Rosenkavalier
  - Blanche: Look who’s coming! My Rosenkavalier! – A Streetcar Named Desire
- rottweiler [ˈɹɒtˌwaɪlə; ˈɹɑːtˌwaɪlɚ]: Rottweiler
  - Officers stormed the house after nearly 20 hours to find the gunman and his Rottweiler dog dead in an upstairs bedroom.[57]
- rucksack [ˈɹʌksæk]: Rucksack
  - „A rucksack has been found in an area of Snowdon which has seen a major search for a missing hill walker.“[58]
- rumspringe/rumspringa: Phase in der Jugendzeit bei den Amischen

### S
- saftig: 1. „übergewichtig“; 2. „üppig“; 3. „vollbusig“ (siehe auch unten: zaftig)
- sandbank
- sauerbraten
- sauerkraut [ˈsaʊəkɹaʊt; ˈsaʊɹkɹaʊt]: Sauerkraut (oft auch: sourkrout oder sour crout)
- saumagen
- schadenfreude [ˈʃɑːdn̩ˌfɹɔɪdə]:
  - „Germany’s mounting woes have provoked a wave of Schadenfreude in the European press.“ (Newsweek, 11. Mai 1992, S. 33)
  - „It would be misguided indeed for Nature to have any competitor’s sense of schadenfreude over Science’s experiences with two papers on embryonic stem cells....“ (Nature vom 28. Dezember 2006, S. 971)
- scherenschnitte
- schiller: „Glanz“, „Schillern“; auch als Verb to schillerize: „Glanz verleihen“, „zum Schillern bringen“
- schlieren (pl.): „Schlieren“; gebräuchlich auch in schlieren (knife) edge („Schlierenkante“)
- schlep (schleppen) amerikanisches Englisch; ugs.
- schmaltz: Schmalz
- schmerz: Schmerz
- schmierkase
- schmutz (vgl. engl. smut)
- schnapps [ʃnɑːps] (selten: schnaps)
- schnauzer: Schnauzer
- schnitzel [ˈʃnɪtsl̩]: Schnitzel
- schrank: Schrank (vgl. engl. closet); regional verwendet in Texas, Ursprung bei Berliner Auswanderern
- Schuhplattler: Schuhplattler
- schuko: Schutzkontakt
- schuss
  - „When the skies cleared, there was a little political schuss-booming around Boston as well.“ (Newsweek)
  - „If you’ve ever lost your sunglasses while schussing down a ski slope …“ (Newsweek 29. Oktober 1990)
  - umgangssprachlich: to go schuss („freidrehen“, „verrückt werden“)
- schutz: abwertender Begriff für einen Nazideutschen der niedersten Ränge
- schutzenfest (seltener: schützenfest)
- schutzhund: Schutzhund
- schwaermerei
- schwantz: Penis (vulgär)
- schweinehund
- schwerpunkt
- schwingmoor
- to schwitz
- seelenlandschaft
- Sehnsucht
- sitz bath
- Sitz im Leben (Fachbegriff der Textkritik des Neuen Testaments)
- sitzfleisch: Sitzfleisch (Ausdauer, Beharrungsvermögen)
- sitzprobe: Sitzprobe
- Sonderweg (in der amerikanischen Presse fälschlicherweise auch Zonderweg genannt)
- sperrbrecher
- spiegeleisen
- spiel [ʃpiːl] („wortgewandte Rede“, „Überredung zum Kauf“, seltener: „das Spielen“)
  - „A royal spiel for a $35 Scotch“ (Newsweek, 6. März 1978, S. 41)
  - „It is chilling to watch her come on to Johns, aping the older whore’s bedroom spiel in a mock-adult voice.“ (Time, April 1978)
  - „Miniskirted models recited memorized sales spiels.“ (Time, 16. November 1981, S. 39)
  - „pianospiel“ (China Miéville: „Iron Council“, 2005, S. 67)
- spitz: („Spitz“)
- spitzenkandidat
- sprachbund
- sprachgefühl, Sprachgefühl, sprachgefuhl
- sprachraum
- sprechgesang, sprechgesang
- sprechstimme
- springform
- to spritz [spɹɪts] (evtl. auch aus dem Jiddischen, jedoch unwahrscheinlich, da spritz auch als Germanismus im Italienischen existent ist)
  - „To teach a gaseous diffusion, a teacher might spritz a classroom with perfume.“ (Newsweek, 9. April 1990)
  - als Substantiv: „Macy’s is even selling the stuff with a spritz of carbonation under the gold label.“ (Time, 19. Januar 1981, S. 41)
  - von engl. to spritz abgeleitet: spritzer [ˈspɹɪtsə; ˈspɹɪtsɚ] („Weinschorle“)
- Staatenverbund Bezeichnung für die europäische Union, die auf ein Urteil des BGH zurückgeht.
- „Stau“ [ʃta͜u], traffic jam, (Amer.) (Häufig verwendet im AFN – American Forces Network – während der Verkehrsnachrichten)
- stein [staɪn] („Steinkrug“): Kurzform des englischen Lehnwortes steinkrug
  - „Students happily hoisting steins of lager during a festival in the city of Coburg.“ (Time, 21. Mai 1979, S. 50)
  - „A Nordic boilermaker, it’s made by dropping a shot glass of aquavit into a stein of beer.“ (Newsweek, 21. Februar 1994, S. 5)
- strukturvorschlag (Chemie)
- strudel [ˈstɹuːdl̩]: Strudel
- sturzstrom: Bergsturz
- sudetenland (neben dem eigtl. Sinn auch gebraucht in etwa für: „kleines Gebiet, das eine Enklavenlage einnimmt“)
  - „[…] and wear outfits that occupy that fraught Sudetenland between high fashion and care-in-the-community.“ (The Times, 28. July 2007)

### T
- thalweg [ˈtɑːlvɛɡ]: Talweg
- Teergrube bzw. teergrubing

### U
- U-boat [ˈjuːbəʊt; ˈjuːboʊt]: deutsches U-Boot (sonst: submarine)
- über bzw. uber- [ˈuːbə; ˈuːbɚ]:
  - „a sort of Nietzschean über-cereal-box collector from Cambridge, Massachusetts.“ (Newsweek, 24. August 1990, S. 44)
  - „… the über-hacker who was nabbed last week …“ (Newsweek, 27. Februar 1995, S. 14)
  - „Slate, the much-hyped online magazine edited by über-journalist Michael Kinsley …“ (Newsweek, 8. Juli 1996, S. 6)
  - „ubergeek“ http://catb.org/jargon/html/U/ubergeek.html
  - „Übermensch“ Friedrich Nietzsches Idealmensch, sonst Superman
- über alles bzw. uber alles
  - „Puts the party ‚über alles‘“ (The Economist, 22. Oktober 2005, über Franz Müntefering)
  - Dead Kennedys: California Über Alles (1979)
- umklapp: gebräuchlich in umklapp scattering (phys.)
- umlaut [ˈʊmlaʊt]: Umlaut
- umpolung, aus der organischen Chemie
- umwelt: Umwelt
- ungerade (in der Quantenphysik), Gegenteil von gerade
- unruhe
- Ur– (als Vorsilbe wie im Deutschen, meist klein geschrieben und mit Bindestrich)
  - „Their frequent similarities point … toward some Ur tale that generated all the others.“ (Time, 6. Oktober 1980)
  - „…whose legendary Ur-episode can be found in the Suez War,…“ (Fredric Jameson: Postmodernism. 1991, S. 374)
- Urheimat: Urheimat
- urschleim: Ursprung der Organismen nach Ernst Haeckel
- Ursprache: Ursprache
- Ursuppe: Ursuppe (statt des länglichen primordial soup)
- Urtext: Urtext

### V
- verboten:
  - „In its headline, the Los Angeles Herald-Examiner used three dots instead of the verboten word …“ (Time, 25. Juni 1979, S. 27);
  - „There is a reason why Rudy Giuliani is, in early polls, the surprising leader for the GOP nomination in 2008, even though he is pro-choice, pro-gay rights and many other verboten things.“ (Newsweek Online, 4. September 2005)
  - „Certain phrases are verboten.“[59]
  - „Once a pillar of innovation at Google, now verboten“[60]
- verklemmt: verklemmt
- Verfremdungseffekt
- vielbein (Math.)
- vierbein (Math.)
- Völkerwanderung (seltener Volkerwanderung): verklärender, nicht-kriegerischer Terminus für die Migration Period als Abgrenzung vom Begriff „Invasion der Barbaren“ (Barbarian Invasions) in den betroffenen romanisierten Ländern; im Englischen meist im Kontext der Wissenschaftsgeschichte gebräuchlich
- Volksmarching, Volkswanderung, Volkswalk
- Volkssport

### W
- wahlverwandtschaft
- waldmeister
- waldsterben
- waltz [wɒlts; wɑːlts]
- wanderjahr: für Sabbatical
- wanderlust [ˈwɒndəlʌst; ˈwɑːndɚlʌst]: Wanderlust, Reiselust, Fernweh. „… his wanderlust had not been satiated by a trip to Altdorf.“ (Maria Rosa Antognazza: Leibniz. An Intellectual Biography. Cambridge: Cambridge University Press, 2009, S. 66. Vgl. auch Mark Knopflers Song Wanderlust auf Sailing to Philadelphia und die Filmkomödie Wanderlust)
- Wanderwort: Wanderwort (Sprachwissenschaft)
- wedeln:
  - „… they can wedeln, christie, or even snowplow up the slopes“ (Newsweek, 27. Februar 1978, S. 49)
- weinfest
- weisswurst
- weltanschauung – plural: weltanschauungs (sic!)
- weltschmerz
- weltpolitik
- (auf) wiedersehen
- weenie (selten wienie): (1) Frankfurter Würstchen (Überlagerung durch Wiener Würstchen), (2) Penis
- wiederganger (Wiedergänger)
- wiener [ˈwiːnə; ˈwiːnɚ] (seltener in der alten Form wienerwurst): Wiener Würstchen
- winterlust
- wirtschaftswunder
- witzelsucht: Witzelsucht
- wunderbar
- wunderkind [ˈwʊndəkɪnd; ˈwʊndɚkɪnd]:
  - „Kohl … has long been regarded as one of West Germany’s most remarkable political Wunderkinder.“ (Newsweek, 26. Mai 1975, S. 14)
  - „Directed by Hollywood’s newest wunderkind Steven Spielberg …“ (Newsweek)
  - „… Microsoft wunderkind Bill Gates …“ (Newsweek, 7. September 1992, S. 44)
  - „Wunderkind to Whipping Boy“ (Titel in Newsweek, 8. August 1994, S. 14)
  - „… is the way a former wunderkind gets the word …“ (ebd.)
- wurst
- wurzel (Kurzbezeichnung für mangelwurzel): Runkelrübe

### Y
- to yodel, yodel(l)ing [ˈjəʊdl̩; ˈjoʊdl̩]: jodeln
  - „He learnt to yodel at his mother’s knee and believes you have to have a natural feeling for it.“[61]

### Z
- Z für Zahlen: Mengenzeichen für die Menge der Ganzen Zahlen
- Z für zusammen: Positionsbezeichnung von Molekülen in der Organischen Chemie
- zeitgeber: Zeitgeber
- zeitgeist [ˈtsaɪtgaɪst; ˈzaɪtgaɪst]:
  - „Decca’s Blithe Zeitgeist“ (Titel in Time, 5. September 1977, S. 52)
  - „Mineral water is a Zeitgeist“ (Time, 13. August 1979, S. 38)
  - „The Zeitgeist in America today is solutions, not insights.“ (Newsweek, 26. Mai 1986, S. 44)
  - „In a recent Wall Street Journal article that captured the changing U. S. Zeitgeist …“ (Newsweek, 11. Mai 1992, S. 48)
  - „Marge Piercy, the prolific author whose novels always arrive like dispatches from the exact center of the Zeitgeist, …“ (Newsweek, 7. Februar 1994, S. 44)
  - „For so small a country, Sweden has a finger on the Zeitgeist …“ (Newsweek, 19. September 1994, S. 22)
  - „Novelist A. M. Homes, who monitors the Zeitgeist from her Manhattan apartment …“ (Newsweek, 18. März 1996, S. 48)
  - „In the UK, Sky is also determined to capture the zeitgeist …“[62]
  - „It’s one thing to ride the zeitgeist, it’s another to get swept along with it.“[63]
  - „Zeitgeist“ Album der Smashing Pumpkins
  - "Zeitgeist" Lied der Band Black Sabbath vom Album "13".
  - „Zeitgeist – the movie“[64]
- zinc [zɪŋk]: Zink
- zinc blende: Zinkblende
- zitterbewegung (Quantenphysik): Zitterbewegung
- zugunruhe: Zugunruhe
- zugzwang: Zugzwang
- zweihänder (auch bihänder)
- zwieback: Zwieback (ursprünglich von dt. Zweiback für ital. biscotto; vgl. engl. biscuit)
- zwischenzug: Zwischenzug
- zwitterion: Zwitterion

## Begriffe mit deutschtypischer Bedeutung
Folgend aufgelistet sind deutsche Begriffe im Englischen, die für den deutschsprachigen Raum typische Dinge bezeichnen oder einen geschichtlichen Bezug zum deutschsprachigen Raum aufweisen.

### A
- Afrika Korps
- anschluss: Anschluss Österreichs ans Deutsche Reich 1938
- autobahn [ˈɔːtəʊbɑːn; ˈɑːtoʊ-]: deutsche Autobahn, auf der es traditionell kein Tempolimit gibt

### B
- bauhaus [ˈbaʊˌhaʊs]: Bauhaus
- biedermeier [ˈbiːdəˌmaɪə; ˈbiːdɚˌmaɪɚ]: Biedermeier
- blutwurst: Blutwurst
- bockwurst: Bockwurst
- burgomaster: Bürgermeister

### D
- dirndl [ˈdɜːndəl; ˈdɝːndəl]: Dirndl
- doppelkopf: Doppelkopf
- doppelgänger [ˈdɔpəlˌgɛŋɐ]: Doppelgänger
- Dunkel [ˈdʌŋkəl]: Dunkelbier
  - „It’s beer – dark, malty Dunkel, one of 40 varieties …“ (Newsweek, 6. Juni 1994; vgl. Maibock)

### E
- German Eiertanz: Umschreibung der zögerlichen Haltung Deutschlands in der Eurokrise. (Frankfurter Rundschau, 27. September 2011)

### F
- Fähnrich
- Feldwebel, Feldwebel Lieutenant
- Frau
- Fräulein
- freidenker: insbesondere im Kontext der Freidenker-Bewegung (engl. Freidenker movement)

### G
- Gasthaus [ˈgæstˌhaʊs]
- Gefreiter
- Generalquartiermeister
- Gesundheit

### J
- ja
- jagdwurst
- jawohl
- Junker [ˈdʒuːŋkə; ˈdʒuːŋkɚ]

### K
- Kaiser, Kaiserin
- Kindergarten
- kindertransport: Kindertransport
- krieg
- kristallnacht: Reichskristallnacht (für die Novemberpogrome 1938)
- kultur:[65] negativ, auf Deutschland bezogen
- kulturkampf

### L
- Landerbahnen: pl. Länderbahnen
  - „All of Germany’s Landerbahnen consolidated into Reichsbahn“
- landsknecht
- landsturm
- landwehr
- lederhosen

### M
- Maibock:
  - „… to special seasonal offerings like Maibock, a rowdier lager brewed with May Day and other spring rites in mind.“ (Newsweek, 6. Juni 1994)
- mark
- meistersinger
- methodenstreit
- mettwurst: Mettwurst
- minnesinger: Minnesänger
- Mitteleuropa

### N
- nein

### O
- oberst
- oberstleutnant
- ostflucht

### P
- panzer: ein deutscher Panzer im Zweiten Weltkrieg
- pickelhaube helmet
- plattenbau
- Portépeé-Fähnrich
- poltergeist
- privatdozent[66]
- panzerschreck: entspricht Panzerfaust

### R
- reich [ɹaɪk; ɹaɪx]
- reichsmarschall
- Reichstag
- Reichsbahn: Reichsbahn
  - „The German Reichsbahn played an essential role in the extermination of the European Jewry.“
- Reinheitsgebot: Reinheitsgebot
- Rucksack

### S
- Sauerkraut
- Schutzstaffel
- Schutztruppe
- Sitzkrieg
- Spangenhelm
- Stalag (siehe auch Stammlager)
- Stasi
- Sturm und Drang (siehe auch Sturm und Drang)
- Sturmabteilung

### T
- thaler, siehe Dollar
- Torte

### V
- Volkssturm
- Volkswagen
- völkisch, insbesondere als Völkisch movement (siehe auch: Völkische Bewegung)

### W
- waffenrock
- Waffen-SS
- Wehrmacht
- Weltschmerz: Weltschmerz
- Wiener Schnitzel: Wiener Schnitzel

### Z
- Zeitgeber
- Zeitgeist, zeitgeisty
- Zollverein
- Zugzwang
- Zwieback
- Zwischenzug

## Wörter anderen Ursprungs

### Ursprung im deutschen Kulturkreis
- aesthetic: ästhetisch; urspr. von gr.: aisthetikos („fühlend“); im Englischen populär seit einer Übersetzung von Immanuel Kants Werken (ursprünglich nicht: „Wissenschaft, die von den Beschaffenheiten der Sinneswahrnehmungen handelt“, sondern: „Geschmackskritik“ nach Baumgartens philosophiefremder Deutung; später umgedeutet als: „Kunst um der Kunst willen“)
- diesel [ˈdiːzəl]: (1) Dieselkraftstoff; (2) Dieselmotor; (3) mit Diesel betriebenes Fahrzeug (nach dem deutschen Ingenieur Rudolf Diesel)
- dobermann, doberman (amerik. Englisch): Dobermann (nach dem deutschen Züchter Friedrich Louis Dobermann)
- Kunstwörter und -sätze sowie Technikbegriffe der deutschen Industrie, Wissenschaft und Werbung, z. B.:
  - ABS [ˌeɪbiːˈɛs]: Abkürzung für Antiblockiersystem
    - „Non-locking brakes (ABS)“ (1984)
    - im Englischen erklärt als „anti-lock braking system“ (Anzeige in Newsweek, Mai 1986)
    - in amerikanischen Wartungsbüchern des „Starfighter F-104G“ als „anti-skid“ erklärt (GAF-TO F104, ab 1958)

  - Aspirin
  - cocaine (von dt. Kokain)
  - fahrvergnügen („Fahrvergnügen“): seit einer Volkswagen-Werbekampagne 1989 vornehmlich in den USA (wenig verbreitet)
  - Gräfenberg spot („G-Punkt“): im Alltag meist als G-spot abgekürzt
  - gummi bear („Gummibär“)
    - „Haribo Candy, a leading West German confectioner, famous for its ‚gummibears‘, is in a sticky situation.“ (Newsweek, 29. September 1986, S. 45)
    - „What kind of television executive munches Gummi Bears … during an interview?“ (Newsweek, 25. August 1986)
    - auch verallgemeinert als „Gummi Candy“, „Gummi Dolphins“ etc.[67]

  - heroin
  - LSD, Abkürzung für den deutschen Namen Lysergsäurediethylamid, englisch dagegen lysergic acid diethylamide. Der Stoff wurde 1938 von einem Schweizer Chemiker entdeckt.
  - Kugel Ball Steinkugel, welche auf einem Wasserfilm gleitet
  - Vorsprung durch Technik: seit einer Audi-Werbekampagne 1986 in Großbritannien
    - „Equally ubiquitous, although less controversial slogans such as Audi’s ‚Vorsprung durch Technik‘ and Carlsberg’s ‚Probably the best lager in the world‘ had been successfully reinvented over the years, according to Interbrand’s Rita Clifton.“[68]
    - „Audi long ago led the way with Vorsprung durch Technik („Keeping ahead through technology“) implying that people who understood the slogan had the edge on others who just shrugged their shoulders.“[69]
    - „That’s got nothing to do with Vorsprung durch Technik, you know.“ (aus dem Song Parklife von der britischen Band Blur)
- zeppelin [ˈzɛpəlɪn]: Zeppelin (nach dem deutschen Konstrukteur Ferdinand von Zeppelin)

### Vermittlung von Wörtern deutschen Ursprungs über andere Sprachen

#### Jiddisch
- dreck [dɹɛk] („Dreck“, „Müll“): aus dem Jiddischen (drek, ursprünglich von mittelhochdeutsch drec)
  - „… some of it utter dreck that you must avoid like the plague.“ (N. H. Kleinbaum, Dead Poets Society, S. 111)
- glitz [glɪts] (adj. glitzy): aus dem Jiddischen (ursprünglich von dt. „glitzern“)
  - „In addition to the glitz and the glamour, the Tokyo show demonstrated some dazzling applications of modern electronics.“ (Time, 16. November 1981, S. 39)
  - „She doesn’t want to appear glitzy or manipulative.“ (Newsweek, 22. Juni 1992, S. 34)
  - „Neither was the paper’s glitzy gala celebrating the launch, …“ (Newsweek, 7. Februar 1994, S. 21)
  - „Will the tall ships be swamped by the glitzkrieg?“ (Bildtext in Newsweek, 7. Juli 1986; vgl. Blitzkrieg)
  - „… hypertext itself being outglitzed by multimedia melanges …“ (Newsweek, 27. Februar 1995, S. 44)
- kibitz: aus dem Jiddischen (basierend auf dt. kiebitzen)
- luftmensch: aus dem Jiddischen für einen Intellektuellen, der von Luft leben muss (und nicht wie ein Bohemien, der mit Wein lebt); vgl. Nicolas Berg, Luftmenschen. Zur Geschichte einer Metapher, V&R, ISBN 3-525-35092-9; ein Beispiel bei Rochelle Tobias: Writers and Schlemihls. On Heinrich Heine's Jehuda ben Halevy, in Aris Fioretos Hg.: Babel. Für Werner Hamacher. Urs Engeler, Basel 2009 ISBN 3-938767-55-3, S. 366. Essay auf Englisch; auch: „Luftkind“ unter Bezug auf Heines „Luftkindgrillenart“
- mensch: Jiddisch für „ehrenhafte und starke Person“ (von dt. Mensch)
  - „Michael’s foolish and shallow, but he’s a mensch.“ (Newsweek, 14. März 1994 S. 57)
  - „Rubin, 56, is a money-world mensch …“ (Newsweek, 20. März 1995, S. 14)
  - „Lewis […] went from being a private prig and common-room hearty to being a mensch—a C. of E. mensch, but a mensch.“ (The New Yorker über C. S. Lewis: Prisoner of Narnia)
- Oh vey! (A.E.): von dt. „Oh weh!“
- to schlep(p), shlep [ʃlɛp]: „schleppen“, „tragen“; aus dem Jiddischen (ursprünglich aus dem Mittelhochdeutschen)
  - „They also enjoy … racing up treacherous mountain trails while schlepping water bottles.“ (Newsweek, 7. Januar 1991, S. 61)
  - Hiervon abgeleitet wurde im 20. Jahrhundert das Substantiv schlepper (dt.: „Blödmann“, „Verlierer“) und die üblichere Kurzform schlep
- schmaltz [ʃmɒlts; ʃmɑːlts] (adj.: schmaltzy): aus dem Jiddischen (shmalts; ursprünglich von mittelhochdeutsch smalts)
- schmear („Bestechung“): von Jiddisch shmir (Verb: shmirn, ursprünglich von mittelhochdeutsch smiren)
- shtum (auch schtoom, selten: stumm): (1) „leise“, (2) „sprachlos“, (3) „dumm“; aus dem Jiddischen (ursprünglich von dt. stumm)
- to shvitz (seltener: to schwitz): „schwitzen“ (aus dem Jiddischen, ursprünglich von althochdeutsch sweiz)
- swindler („Schwindler“): aus dem Jiddischen wahrscheinlich im 18. Jahrhundert im Englischen übernommen (ursprünglich von dt. Schwindler); davon abgeleitet: engl. to swindle, swindle
- Yahrtzeit (auch Yahrzeit und andere Schreibweisen): im Jiddischen der Jahrestag des Todes eines Verstorbenen (von dt. Jahr(es)zeit)
- zaftig (auch zoftig): 1. „übergewichtig“; 2. „üppig“; 3. „vollbusig“; aus dem Jiddischen (zaftik, ursprünglich von mittelhochdeutsch saft; siehe auch das direkte deutsche Lehnwort oben: saftig)

#### Romanische Sprachen
- halberd („Hellebarde“): von mittelfranzösisch hallebarde (ursprünglich von mittelhochdeutsch halmbarte)
- to halt („anhalten“): von frz. halte oder ital. alto (ursprünglich seit dem 16. Jahrhundert ein Militärlehnwort der romanischen Sprachen von dt. Halt und althochdeutsch halten); auch als Imperativ: Halt!
  - Curfew fails to halt Iraq killing, BBC News
- zig-zag [ˈzɪgzæg]: von frz. zigzag (ursprünglich vielleicht von dt. Zickzack oder Zickezacke)

#### Andere Sprachen
- bulwark („Bollwerk“): von mittelniederländisch bulwerke (ursprünglich mittelhochdeutsch: bolwerc; cp. frz.: boulevard)
- howitzer („Haubitze“): von tschechisch houfnice via niederländisch houwitser (ursprünglich von mittelhochdeutsch houfe, „Haufen“)
- nickel [ˈnɪkl̩]: (1) Nickel (Metall), (2) 5-Cent-Münze in den USA und Kanada; Verkürzung von schwedisch kopparnickel (ursprünglich von dt. Kupfernickel)

### Wörter mit oft fälschlicher Annahme eines deutschen Ursprungs
- ballast: volksetymologische Bildung aus den mittelenglischen bar und last (ursprünglich germanisch bzw. skandinavisch)
- fleck („Fleck“): von altnordisch flekka
- frolic [ˈfɹɒlɪk; ˈfɹɑːlɪk] („fröhlich“, „ausgelassen“): von mittelniederländisch vrolyc (verwandt mit dt. fröhlich); to frolic: „herumtoben“, „herumtollen“, „Witze reißen“
- grippe (Grippe): aus dem Französischen, nach frz. gripper „ergreifen“, was von altniederfränkisch *grīpan abstammt, möglicherweise aber auch im 18. Jahrhundert von russisch chrip (хрип) „Heiserkeit“ übernommen.[70]

- iceberg: direktes Lehnwort aus dem Niederländischen; auch gebräuchlich ist die Kurzform berg (in diesem Fall oft auch generell in der Bedeutung „Berg“; altenglischer Ursprung von westsächsisch beorg bzw. anglisch berg)
- keelhaul: jdn. kielholen , Strafe, bei der ein Seemann unter dem Kiel eines Schiffes durchgezogen wurde. Das deutsche wie das englische Wort wohl von niederländisch kielhalen[71]
- to ken („kennen“): schottischer Dialekt (ursprünglich von altenglisch cennan)
- kummel: Kümmel-Schnaps (aus dem Niederländischen)
- mishmash [ˈmɪʃmæʃ]: aus dem Altenglischen (wahrscheinlich eine imitierende Reduplikation von mash)
- musketeer: aus dem Französischen
- pollen: aus dem Lateinischen
- quack, quack doctor, quacksalver [ˈkwɔk]: aus dem Niederländischen (dt.: Quacksalber)
- shrapnel: Schrapnell (Anglizismus im Deutschen; ursprünglich benannt nach General Henry Shrapnel)
- smock („Frauenkleid“; vgl. dt.: Schmuck): aus dem Altenglischen (smoc)

## Verlauf der Entlehnungen von Germanismen
Untersucht man den zeitlichen Verlauf der Entlehnungen von Germanismen ins Englische, lässt sich zeigen, dass dieser Prozess dem Piotrowski-Gesetz entspricht. (Best 2006)